# 近江宗一
近江 宗一（おおみ むねかづ、1923年1月21日 - 2016年1月12日）は、日本の工学者。専攻は冶金工学、流体工学。大阪大学名誉教授。工学博士。

## 人物・略歴
静岡県静岡市出身。1968年（昭和43年）、大阪大学工学部冶金設備工学研究室教授（〜1986年度（昭和61年度）。
1999年、勲三等旭日中綬章を受章。

## 論文
- 近江宗一「分岐・合流管路内の流れ」『日本機械学会誌』第72巻第609号、日本機械学会、1969年、1321-1324頁、CRID 1390001205922273408、doi:10.1299/jsmemag.72.609_1321、ISSN 00214728。
- 碓井建夫, 近江宗一, 平嶋成晃「48 CO-CO_2-N_2 混合ガスによる焼結鉱の段階ごとの還元実験(還元機構・還元鉄・高圧還元・スラグ (1), 製銑, 日本鉄鋼協会 第 106 回(秋季)講演大会)」（PDF）『鐵と鋼 : 日本鐡鋼協會々誌』第69巻第12号、日本鉄鋼協会、1983年9月、S760、ISSN 00211575。
- 近江宗一, 井口学, 川端弘俊, 高野誠「オリフィスを設けた円管内の振動流れにおける速度分布と再付着点距離」『日本機械学会論文集Ｂ編』第50巻第453号、日本機械学会、1984年、1231-1239頁、CRID 1390282681161277568、doi:10.1299/kikaib.50.1231、ISSN 03875016。
- 近江宗一、井口学「〈研究ノート〉 非定常流れの数値解析に関連して」（PDF）『生産と技術』第37巻第3号、生産技術振興協会、1985年7月、doi:10.11501/3217531、ISSN 0387-2211。
- 近江宗一「科学技術推進をめぐる議論について」『年次大会講演要旨集』第11巻、研究・イノベーション学会、1996年、305-308頁、CRID 1390001206124455040、doi:10.20801/randi.11.0_305、ISSN 2432-7131。